# Galerie des machines

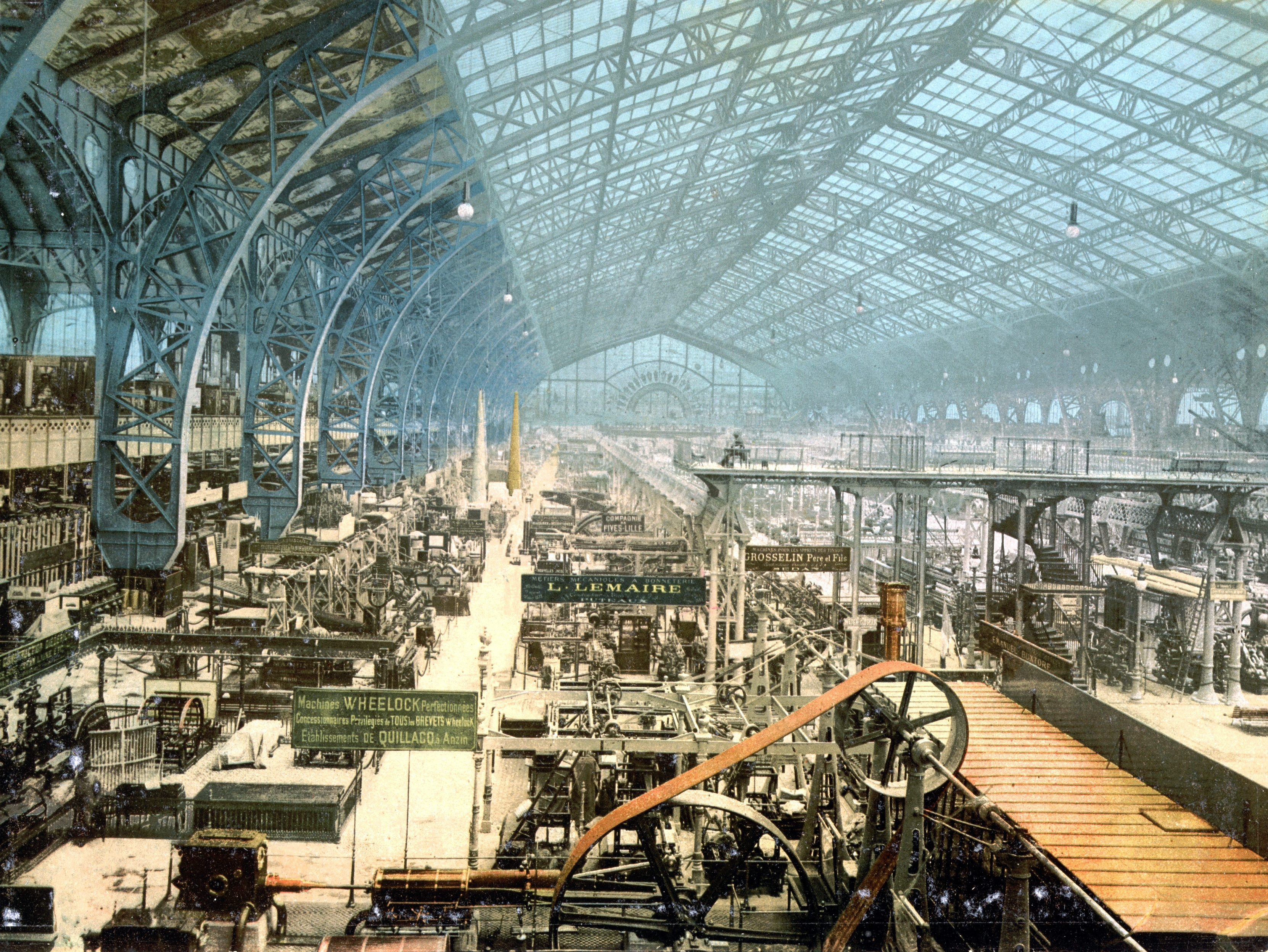
Interiér výstavního pavilonu (1889)

Galerie des machines (česky Hala strojů) byl výstavní pavilon ze železa a skla, který byl postaven v Paříži pro světovou výstavu 1889. V roce 1910 byl demontován.

## Historie
Výstavní pavilony s názvem Galerie des machines se objevily i na pařížských světových výstavách v letech 1867 a 1878. Hala sloužila pro demonstraci strojních zařízení. Uvnitř byl instalován kolejový most, který vozil návštěvníky z jednoho konce na druhý a umožňoval získat ucelený přehled o všech strojích, z nichž většina byla v provozu. V některých dnech most přepravil až 100.000 návštěvníků. Po skončení výstavy zůstal pavilon stát. Od roku 1902 začal sloužit jako Zimní velodrom. V roce 1909 rozhodlo město Paříž o jeho odstranění kvůli rozšíření Champ-de-Mars a o rok později byl zbořen.

## Architektura
Hala z roku 1889 byla společným projektem architektů Charlese Louise Ferdinanda Duterta (1845–1906) a inženýra Victora Contamina (1840–1893). Pozemek na stavbu se nacházel u École militaire v jižní části Champ-de-Mars, který sloužil jako výstavní plocha. Stavba měla obdélníkový půdorys 422,49 m × 114,38 m a byla 40 sloupy rozdělena na širokou hlavní loď a dvě menší boční lodě. Příčné oblouky bez mezipodpěr se zvedaly do výšky 46,67 m. Výstavní plocha činila 47 324,9 m2.
Na rozdíl od např. Bibliothèque Sainte-Geneviève (1843) či pařížského Východního nádraží (1849), jejichž prosklené železné konstrukce stály na klasických zděných stěnách, měla hala nosníky i na bocích, takže i fasáda byla prosklená. Vzhledem k tomu, že pavilony světové výstavy bylo nutno rychle a snadno smontovat a demontovat, byly všechny komponenty zcela prefabrikované. Výroba ocelových vazníků a dalších stavebních dílů byla provedena u Compagnie de Fives v Lille a u Société des anciens Établissements Cail nedaleko Paříže.